# Flumserberg
Flumserberg est une station de sports d'hiver suisse, située à 10 km à l'ouest sur les hauteurs de la commune de Flums, dans le canton de Saint-Gall, sur le territoire des communes de Flums et Quarten.

## Domaine skiable
Le domaine skiable est le plus important de la région entre Zurich et Coire. Il est accessible par la route depuis Flums, mais aussi en 12 minutes par la télécabine 8-places depuis Unterterzen sur les rives du lac de Walenstadt. Une vue directe sur la chaîne de montagnes des Coirefirsten y est permise. Deux longs itinéraires complètent une offre de pistes damées variées. L'itinéraire non damé Terza Abfahrt, tracé dans la forêt, permet de gagner la gare intermédiaire de la télécabine. Elle est, du fait de son niveau de difficulté, à réserver aux skieurs confirmés. Tous les vendredis soir, une piste de 2 km reliant Chrüz à Tannenboden est éclairée pour la pratique du ski nocturne.
Flumserberg affirme avoir été en 2006/2007 la première station de ski de Suisse à être équipée d'un télésiège 8-places. Si les remontées mécaniques sont dans l'ensemble modernes et offrent de forts débits horaires, la forte fréquentation de la station - Zurich notamment n'est qu'à près d'une heure de route - entraine certains weekends d'importantes files d'attente. Quand l'affluence est si forte que les parkings de la station sont pleins, un skibus gratuit est alors assuré depuis Flums dans la vallée.
L'offre forfaitaire est plus onéreuse pour des forfaits "non-séjour" depuis Unterterzen que depuis Tannenboden. La station est membre du regroupement de stations de ski Meilenweiss.
26 km de pistes de randonnée et 20 km de pistes de ski de fond ont été aménagées. Une piste de luge de 3 km est ouverte également en nocturne deux fois par semaine, à Tannenheim. Un centre d'entrainement de recherche de victimes d'avalanches a été installé au niveau du Maschgenkamm.

### Projet d'agrandissementPanüöl
Deux nouvelles remontées mécaniques, une retenue collinaire et 10 km de pistes supplémentaires - 10 rouges et 2 noires - sont prévues sur ce secteur particulièrement ensoleillé, pour un investissement de CHF 44 millions. Ce nouveau sous-domaine, situé entre 1 800 m et 2 222 m d'altitude (au Leist) devrait être ouvert à partir de la saison 2013/2014. Avec l'agrandissement du domaine skiable au-delà de 1 800 m d'altitude, la station cherche à compenser la baisse de l'enneigement naturel. Jusque-là, une piste et un itinéraire y sont déjà aménagés, mais aucune remontée n'y existe. Par conséquent, il est alors nécessaire d'emprunter la longue et très peu pentue route forestière qui ramène au cœur de la station.

## Schlager Open Air
Depuis 2000, a lieu chaque année le festival Open Air du Schlager allemand, auquel participent des pointures de la scène germanophone. En 2010, il fut fréquenté par plus de 20 000 spectateurs.

## Cyclisme
L'arrivée à Flumserberg (1 220 m), avec une ascension finale classée en 1re catégorie, figurait au programme de la 6e étape du Tour de Suisse 2019. Antwan Tolhoek remportait cette étape en échappée, résistant au retour d'Egan Bernal, ce dernier revêtant le maillot jaune.

## Voir aussi

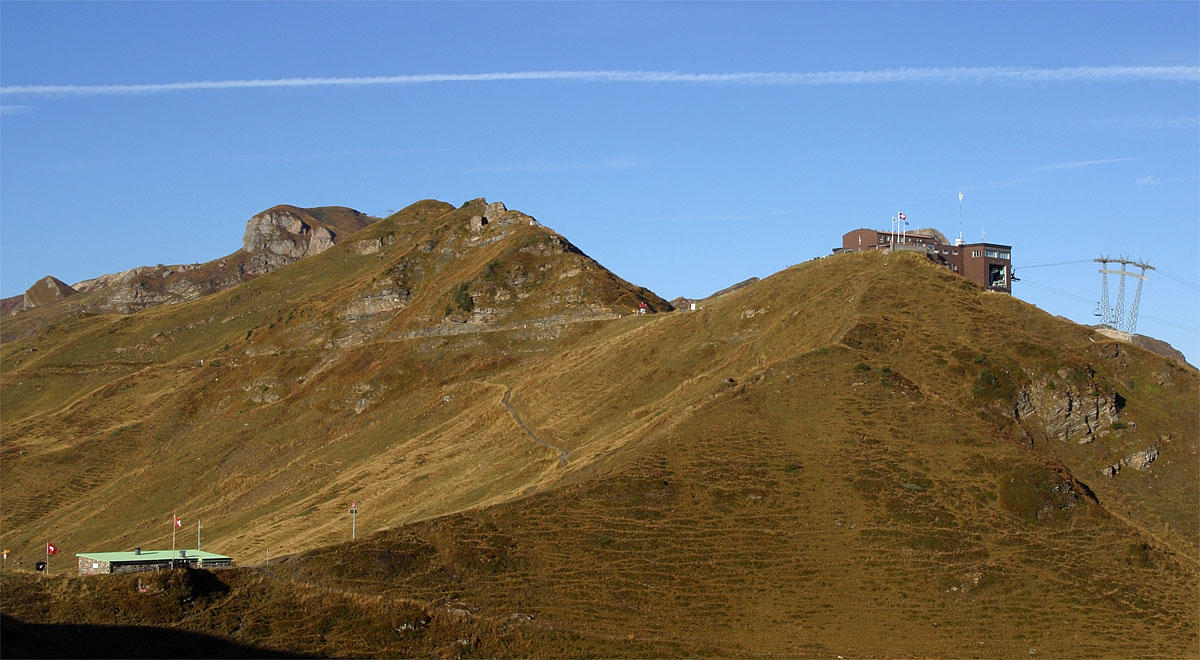
Vue depuis le Prodkamm (1 940 m) sur le Maschgenkamm (2 020 m).
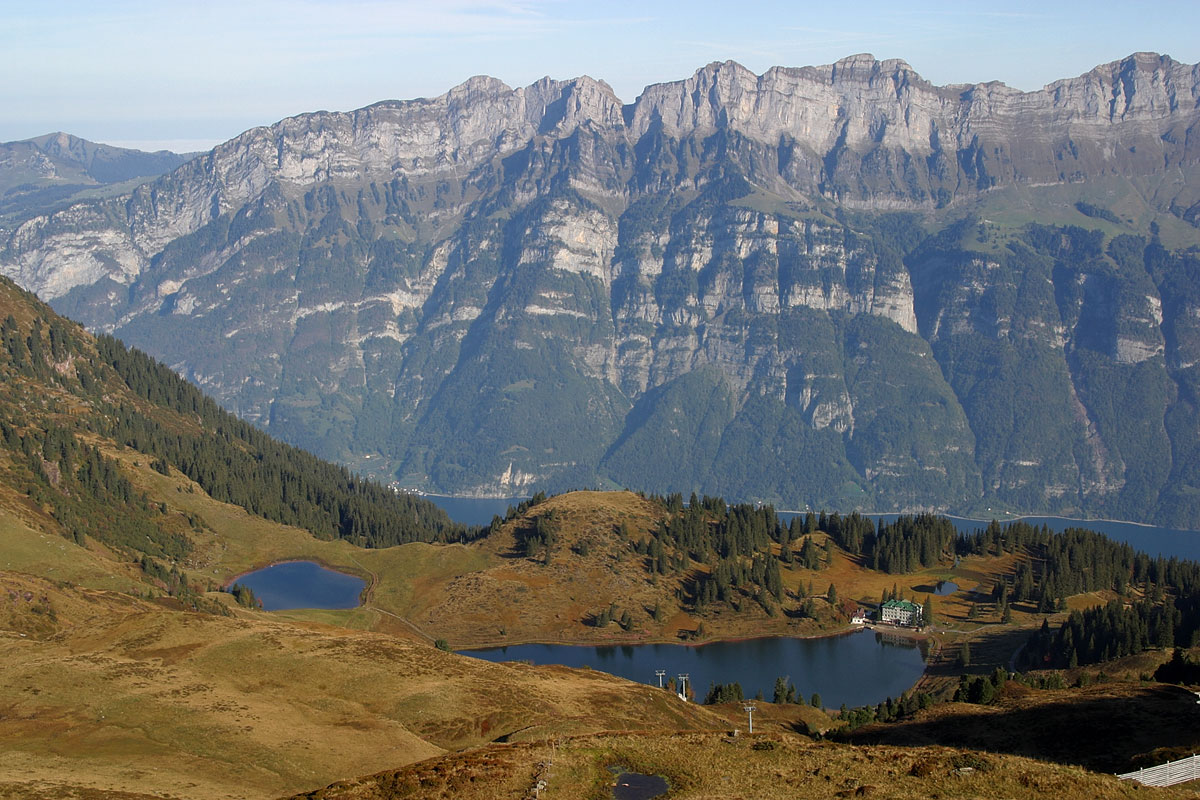
Seebenalp avec vue sur le Walensee.
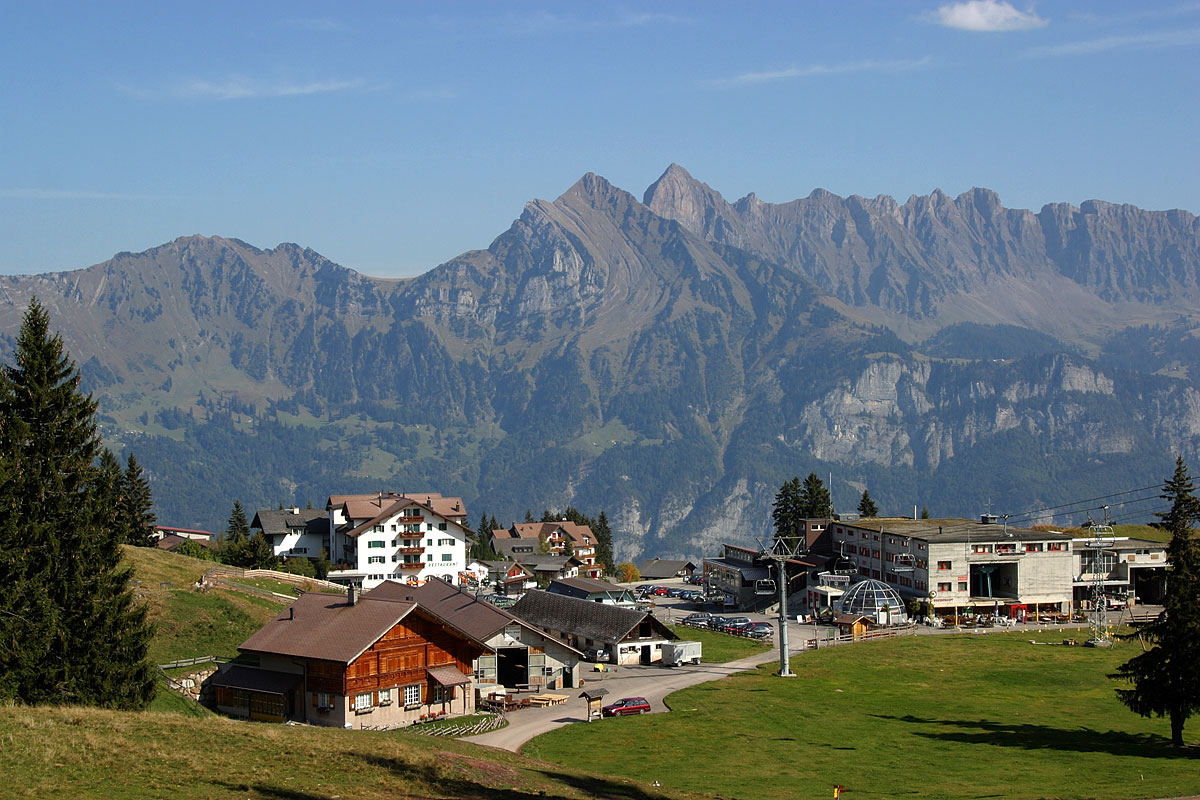
Tannenbodenalp.
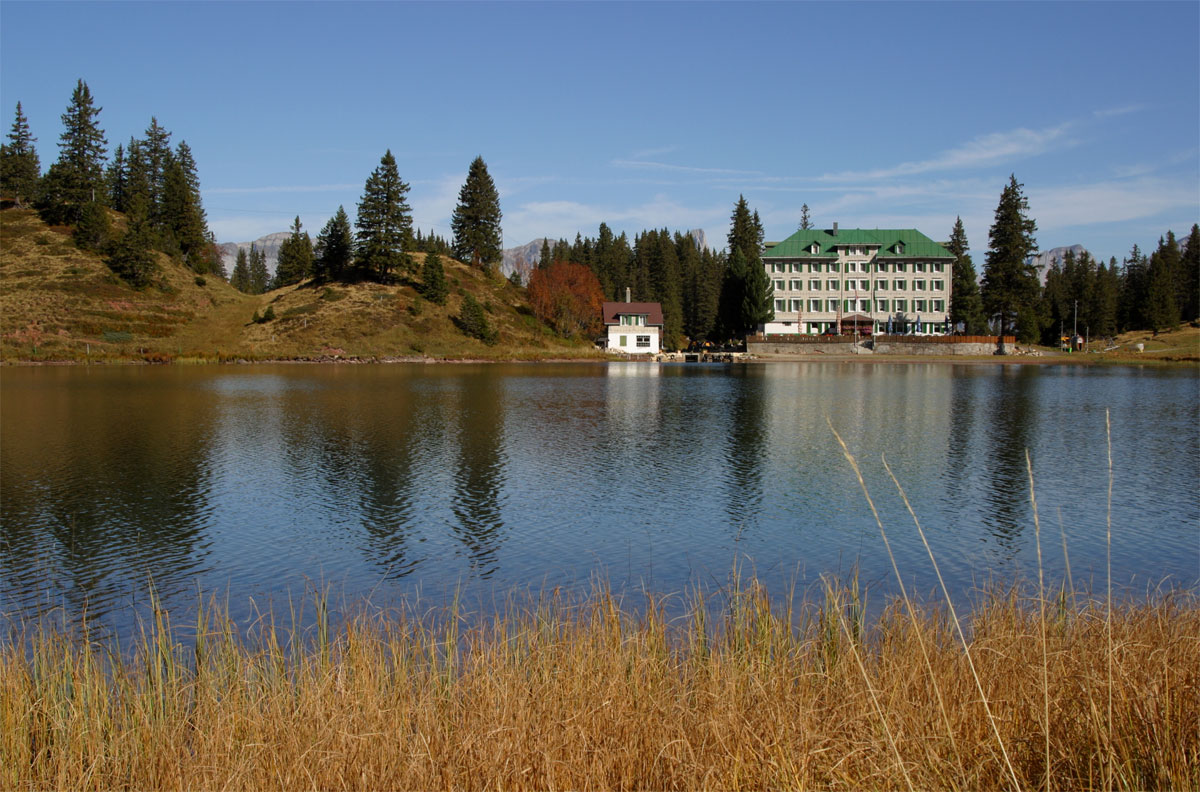
Grosssee sur la Seebenalp.
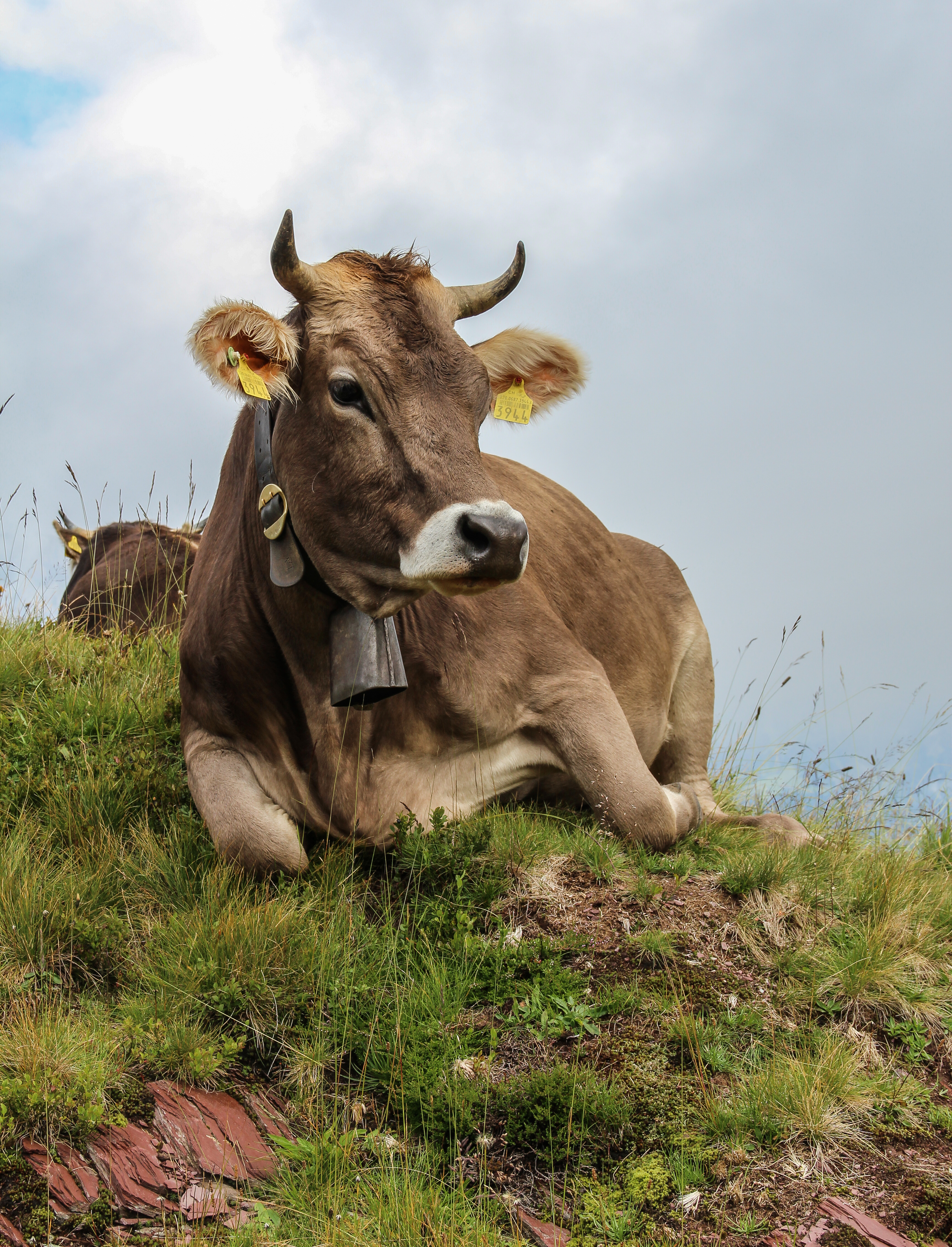
Vache de race Braunvieh à Flumserberg.